# Nomorhamphus
Nomorhamphus ist eine Fischgattung aus der Halbschnäblerfamilie Zenarchopteridae, die auf der indonesischen Insel Sulawesi und auf den Philippinen endemisch vorkommt und aus lebendgebärenden Arten besteht. Die Fische leben oberflächennah in Süßgewässern und ernähren sich von kleinen, aquatischen Wirbellosen und ins Wasser gefallenen Insekten.

## Merkmale
Nomorhamphus-Arten haben einen langgestreckten, seitlich abgeflachten Körper. Weibchen erreichen eine Standardlänge von 2,1 bis 10 Zentimeter, Männchen bleiben mit Längen von 2,2 bis 5,5 Zentimeter in der Regel deutlich kleiner. Ober- und Unterkiefer sind gleich lang oder der Unterkiefer ist verlängert, wie es für Halbschnäbler typisch ist. Verlängerte Unterkiefer erreichen eine Länge von 3,7 bis 22,2 % der Standardlänge. Die Kieferzähne sind konisch. Verlängerte Unterkiefer sind auf dem verlängerten Abschnitt zahnlos. Der Brustflossenansatz liegt hoch. Die Brustflossen werden von 10 bis 13 Flossenstrahlen gestützt. Bei den abgerundeten Bauchflossen sind es sechs. Die Bauchflossen befinden sich näher zu den Brustflossen als zur Schwanzflosse. In der Afterflosse der Männchen sind die Flossenstrahlen 1 bis 7 zu einem Begattungsorgan (Andropodium) für die innere Befruchtung umgewandelt und der ersten Flossenträger der Afterflosse ist verdickt. Insgesamt hat die Afterflosse 13 bis 19 Flossenstrahlen. Afterflosse und Rückenflosse stehen sich direkt gegenüber. Die Rückenflosse hat 9 bis 14 Flossenstrahlen, die nicht eingebuchtete oder gegabelte Schwanzflosse hat neun Hauptflossenstrahlen. Die Anzahl der Branchiostegalstrahlen liegt bei neun bis zwölf. Nomorhamphus-Arten haben 36 bis 46 Wirbel, davon sind 20 bis 27 Rumpfwirbel und 15 bis 20 Schwanzwirbel. Nomorhamphus unterscheidet sich von allen anderen Halbschnäblergattungen durch ein ovales Tränenbein und eine verlängerte Autopalatine, einen paarigen Knochen im Gaumen der Fische.

## Systematik
Die Gattung Nomorhamphus wurde 1922 durch die niederländischen Zoologen Weber und de Beaufort zusammen mit den Erstbeschreibungen von Nomorhamphus celebensis und N. liemi erstmals wissenschaftlich beschrieben. Sie gehörte zuerst in die Familie Hemiramphidae und wurde zur Unterfamilie Zenarchopterinae gestellt, die 1933 durch den amerikanischen Ichthyologen Henry Weed Fowler für die lebendgebärenden Angehörigen der Familie eingeführt wurde. Heute haben die Zenarchopteridae den Status einer eigenständigen Familie.

## Arten
Zur Gattung Nomorhamphus gehören 22 Arten.
- Nomorhamphus aenigma Kobayashi, Masengi & Yamahira, 2020
- Nomorhamphus bakeri Fowler & B. A. Bean, 1922
- Nomorhamphus brembachi (Fowler & Bean, 1922)
- Celebes-Halbschnäbler (Nomorhamphus celebensis Weber & de Beaufort, 1922)
- Nomorhamphus ebrardtii (Popta, 1912)
- Nomorhamphus hageni (Popta, 1912)
- Nomorhamphus kolonodalensis Meisner & Louie, 2000
- Nomorhamphus lanceolatus Huylebrouck, Hadiaty, & Herder, 2014
- Nomorhamphus liemi Vogt, 1978
- Nomorhamphus manifesta Meisner, 2001
- Nomorhamphus megarrhamphus (Brembach, 1982)
- Nomorhamphus pectoralis (Fowler, 1934)
- Nomorhamphus philippina (Ladiges, 1972)
- Nomorhamphus pinnimaculatus Meisner, 2001
- Nomorhamphus ravnaki Brembach, 1991
- Nomorhamphus rex Huylebrouck, Hadiaty & Herder, 2012
- Nomorhamphus rossi Meisner, 2001
- Nomorhamphus sagittarius Huylebrouck, Hadiaty, & Herder, 2014
- Nomorhamphus sanussii Brembach, 1991
- Nomorhamphus towoetii Ladiges, 1972
- Nomorhamphus vivipara (Peters, 1865)
- Nomorhamphus weberi (Boulenger, 1897)